# Хебнер, Гарри
Гарри Джозеф Хебнер (англ. Harry Joseph Hebner; 15 июня 1891, Чикаго, Иллинойс — 12 октября 1968, Мичиган-Сити, Индиана) — американский ватерполист и пловец, чемпион и призёр летних Олимпийских игр.
На Играх 1908 в Лондоне Рич участвовал в двух дисциплинах. Он стал бронзовым призёром в эстафете 4×200 м вольным стилем и занял третье место в полуфинале в плавании на 100 м вольным стилем.
На следующей Олимпиаде 1912 в Стокгольме Хебнер стал чемпионом в плавании на 100 м на спине, занял второе место в эстафете 4×200 м вольным стилем и не прошёл дальше отборочных соревнований в 100 м вольным стилем.
Через восемь лет Хебнер входил в состав ватерпольной сборной США на летних Олимпийских играх 1920 в Антверпене, которая заняла четвёртое место. Четыре года спустя числился главным тренером сборной.
Чемпион Amateur Athletic Union по водному поло 1914, 1915, 1916, 1917, 1918, 1921, 1923, 1924. Чемпион Amateur Athletic Union по плаванию:
- в открытых помещениях на 440 ярдов вольным стилем (1914);
- в закрытых помещениях на 50 ярдов вольным стилем (1911), на 100 ярдов вольным стилем (1913, 1914), на 220 ярдов вольным стилем (1914), на 500 ярдов вольным стилем (1915), на 150 ярдов на спине (1910, 1911, 1912, 1923, 1914, 1915, 1916).

Включён в американский Зал славы водного поло в 1980 году.
Похоронен в Чикаго на католическом кладбище Святого Бонифация.